# Queen of the South FC
Queen of the South is een Schotse voetbalclub uit Dumfries.

## Geschiedenis
De club ontstond in 1919 na een fusie van drie clubs (FC Dumfries, KOSB FC & Arrol-Johnston). In 1933 speelde de club voor het eerst in de hoogste klasse.
De beste prestatie van de club was een vierde plaats in 1934. In totaal speelde de club twintig seizoenen in de hoogste klasse, in lang vervlogen tijden.
In 2002 werd de club kampioen van de 3de klasse en sindsdien spelen ze in tweede. In 2005 eindigde de club als vierde, het hoogste resultaat sinds de Tweede Wereldoorlog. Na een verloren bekerfinale in 2008 tegen de Glasgow Rangers, die al geplaatst waren voor de Champions League, mocht de club als tweedeklasser aantreden in de UEFA Cup.
In 2012 degradeerde Queen of the South echter weer, om in 2013 terug te keren naar de tweede divisie na het kampioenschap in de Second Division.

## Erelijst
- Scottish Football League First Division

Winnaar (1): 1950/51
- Scottish Football League Second Division

Winnaar (2): 2001/02, 2012/13
- Scottish Cup

Runner-up (1): 2008
- Scottish League Challenge Cup

Winnaar (2): 2002, 2013
Runner-up (2): 1997, 2010

## Eindklasseringen
| 12 |

| 13 |

| 10 |

| 15 |

| 1 |

| 10 |

| 10 |

| 10 |

| 13 |

| 6 |

| 16 |

| 15 |

| 18 |

| 3 |

| 5 |

| 2 |

| 15 |

| 17 |

| 3 |

| 3 |

| 9 |

| 6 |

| 5 |

| 3 |

| 11 |

| 7 |

| 11 |

| 4 |

| 2 |

| 10 |

| 9 |

| 12 |

| 14 |

| 13 |

| 2 |

| 14 |

| 7 |

| 6 |

| 8 |

| 2 |

| 10 |

| 7 |

| 14 |

| 10 |

| 12 |

| 11 |

| 10 |

| 5 |

| 7 |

| 7 |

| 5 |

| 4 |

| 4 |

| 9 |

| 6 |

| 1 |

| 5 |

| 5 |

| 4 |

| 8 |

| 8 |

| 4 |

| 5 |

| 4 |

| 4 |

| 10 |

| 1 |

| 4 |

| 4 |

| 7 |

| 6 |

| 6 |

| 9 |

| 9 |

| 6 |

| 10 |

| 5 |

| 7 |

| 3 |

| Niveau 1 | Niveau 2 | Niveau 3 | Niveau 4 |

| Periode    | Niveau 1                | Niveau 2              | Niveau 3            | Niveau 4            |
| 1893-1975  | Division One            | Division Two          | Division Three      | --                  |
| 1975-1998  | Premier Division        | First Division        | Second Division     | Third Division      |
| 1998-2013  | Scottish Premier League | First Division        | Second Division     | Third Division      |
| 2013-heden | Scottish Premiership    | Scottish Championship | Scottish League One | Scottish League Two |

## Europese wedstrijden
#Q = #kwalificatieronde, T/U = Thuis/Uit, W = Wedstrijd, PUC = punten UEFA coëfficiënten .
Uitslagen vanuit gezichtspunt Queen of the South FC
| Seizoen | Competitie | Ronde | Land                | Club            | Totaalscore | 1e W    | 2e W    | PUC |
| ------- | ---------- | ----- | ------------------- | --------------- | ----------- | ------- | ------- | --- |
| 2008/09 | UEFA Cup   | 2Q    | Vlag van Denemarken | FC Nordsjælland | 2-4         | 1-2 (T) | 1-2 (U) | 0.0 |

Zie ook
- Deelnemers UEFA-toernooien Schotland
- Eeuwige ranglijst van deelnemers UEFA-clubcompetities

## Bekende (oud-)spelers
- David Bagan

## Records
- Grootste overwinning: 11-1 tegen Stranraer (Schotse beker) in 1932
- Grootste nederlaag: 2-10 tegen Dundee FC in 1962
- Hoogste aantal toeschouwers: 26 552 tegen Hearts (Schotse beker) in 1952